# (12578) Bensaur
(12578) Bensaur es un asteroide que forma parte del cinturón de asteroides y fue descubierto por el equipo del Lincoln Near-Earth Asteroid Research desde el Sitio de Pruebas Experimentales, en Socorro, Estados Unidos, el 7 de septiembre de 1999.

## Designación y nombre
Bensaur fue designado inicialmente como 1999 RF17.
Más tarde, en 2002, se nombró en honor de Benjamin Paul Saur.

## Características orbitales
Bensaur orbita a una distancia media de 2,302 ua del Sol, pudiendo acercarse hasta 2,011 ua y alejarse hasta 2,593 ua. Tiene una excentricidad de 0,1264 y una inclinación orbital de 7,26 grados. Emplea en completar una órbita alrededor del Sol 1276 días. El movimiento de Bensaur sobre el fondo estelar es de 0,2822 grados por día.

## Características físicas
La magnitud absoluta de Bensaur es 15 y el periodo de rotación de 6,008 horas.